# Annibale Giscone
Annibale Giscone (300 a.C. - 290 a.C. circa – 258 a.C.) è stato un condottiero cartaginese, militante durante la Prima guerra punica contro Roma.
I suoi sforzi risultarono vani e la sua sconfitta in battaglia anticipò la caduta di Cartagine e la posteriore esecuzione.

## Carriera militare
La prima fonte storica che cita Annibale Giscone fu datata 261 a.C. come comandante della guardia a difesa della città di Akragas contro i Romani. A discapito di Annibale e il suo seguito, gli abitanti si ribellarono e aprirono le porte della città ai romani, ma lui riuscì a fuggire a Cartagine. L'anno seguente, nel 260 a.C. divenne ammiraglio della flotta distaccata a Messina. Quando venne attaccato dai romani, riuscì a sconfiggerli e catturò il console Gneo Cornelio Scipione Asina nella Battaglia delle Isole Lipari, ma questa vittoria lo inorgoglì, e quando nella Battaglia di Milazzo, convinto della superiorità della flotta cartaginese, attaccò senza particolare strategia le navi romane perse. Annibale al comando delle navi superstiti diresse verso le coste occidentali della Sardegna dove, al largo della città  di Sulki si scontrò con la squadra navale romana al comando del console Gaio Sulpicio Patercolo. I Cartaginesi vennero sconfitti ed Annibale riuscì a guadagnare terra a bordo di una scialuppa ma venne catturato a terra dai suoi compatrioti della piazzaforte di Sulki e crocifisso.